# 人間における互恵的利他主義
人間における互恵的利他主義（にんげんにおけるごけいてきりたしゅぎ、英: Reciprocal altruism in humans）とは、経済的概念である「交換による利益」に基づき、見返りの利益を条件として与えられる個人の行動を指す。人間の互恵的利他主義には次のような行動が含まれる（ただしこれらに限定されない）。危機にある患者、負傷者、その他の人々を助けること、食料、道具、知識を共有すること。

## 概要
「利他主義」という用語は、19世紀にフランスの哲学者オーギュスト・コントによって最初に造られ、フランス語の「altruisme」に由来する。コントは利他主義を道徳的教義とみなし、これを利己主義の反対として、自己を犠牲にして他者に利益をもたらす高貴な道徳性を強調した。人間は利己的動機と利他的動機の両方を持ち、利他主義は利己的本能を抑制するために用いられる。コントの利他主義は人間の本質と倫理的意義を説明するが、生物科学における利他主義とは全く異なる。進化生物学において、利他主義は個体群内で他個体の適応度を高めるが自身の適応度を下げる個体の行動である。生物学における「利他主義」の概念は、自然選択における「利他主義の問題」の議論から生まれた。チャールズ・ダーウィンは、動物は他者と競争しながら生存と繁殖の機会を増やす方法で行動すると示唆した。しかし、利他的行動―個人的なコストを伴っても他者を助ける行為―は、吸血コウモリや様々な霊長類のように、動物界では一般的である。そのため、チャールズ・ダーウィンは「利他主義の問題」を自然選択の概念に対する潜在的な致命的な課題とみなした。『種の起源』において、ダーウィン（1859）は次のように書いている：
1964年、ウィリアム・ドナルド・ハミルトンは数学モデルを開発し、「血縁選択」理論または「包括適応度」理論を提唱し、利他的遺伝子が自然選択説によって進化したことを明らかにした。この遺伝子は血縁者との間でのみ共有され、個体自身の適応度を下げるが、血縁者と子孫の適応度を高める。このように、この行動は個体群における利他的遺伝子の割合を増加させる。ハミルトンの法則は、利他的遺伝子が自然選択によって広がるのは、以下の条件が満たされる場合のみであることを数学的不等式で示している：r B > C。ここでCは利他的行為を行う個体のコスト、Bは利他的行為の受益者が得る利益、rは個体と受益者間の遺伝的関係度である。
ハミルトンの「血縁選択」理論はダーウィンの「適応度」の定義を拡張し、利己的遺伝子だけでなく利他的遺伝子の拡散も可能にする同じダーウィン的枠組みを継続する。しかし、ハミルトンの理論は、血縁関係のない他種の構成員との関係について適切な説明を提供しなかった。この問題を解決するため、ロバート・トリヴァースは血縁関係のない生物間の利他的行動を説明しようと試みて、互恵的利他主義の独自の理論を発展させた。互恵的利他主義の考え方は単純明快で、利他的行動は将来的に見返りが得られる場合にのみ選択される可能性がある。これはゲーム理論におけるしっぺ返し戦略に類似している。
人類における互恵的利他主義の理論は、人間の生物学的特徴と現実社会に基づき、人々の相互依存と協力、およびその合理性を説明する。また、人間の協力の根本的な動機と内部メカニズムを示し、人間集団における血縁的利他主義から非血縁的利他主義への移行の必然性と社会的意義を明らかにする。その結果、人間の協力に関する主観的な推測と感情は理論として精緻化され、様々な社会的行動の最も一般的な説明の一つとなっている。さらに、協力は人間社会の形成と存在の最も深い基盤である。したがって、互恵的利他主義の提案は、人間の認知の歴史における間違いなく大きな理論的進歩である。
人間の互恵的利他主義は、異なる学問分野を密接に結びつける大きな磁場のようである。これらの学問分野は、異なる視点から異なるレベルで新しい探求を行っている。一般的に、人間の互恵的利他主義の核心は、短期的な自己利益をいかに克服し、協力を達成するかという謎にある。最終的に、利他的個人は利己的個人よりも、個体の適応度の向上や紛争解決のいずれにおいても、より競争力があることが明らかになる。異なる理論的視点の両立性と補完性は、人間の互恵的利他主義の基礎を形成し、人間の互恵的利他主義に対する異なる視点の探求に役立つ。人間の互恵的利他主義に関する議論は、生物学、社会学、経済学、文化の焦点となってきた。

## 科学的観点

### 生物学
1902年、ピョートル・クロポトキンは著書『相互扶助論：進化の要因』を出版し、動物と人間の社会の様々な例に基づいて協力の生存メカニズムを実証した。彼は、生物進化の法則が生存競争ではなく相互扶助であることを明らかにしようと試みた。相互扶助と協力は、人間を含むすべての種の生物進化の原理であり、生物進化に深い影響を及ぼす概念である。エドワード・オズボーン・ウィルソンは「社会生物学」という用語を用いて昆虫の社会的行動を説明しようと試み、そして人間を含む他の動物の社会的行動や利他主義などの進化メカニズムを探求した。彼は、人間の特性の一つである利他的行動は、遺伝的継承の結果であると主張した。
1971年、トリヴァースは20世紀の最も重要な生物学論文の一つである『互恵的利他主義の進化』を発表し、「互恵的利他主義」という用語を導入して協力の進化を説明した。互恵的利他主義の考え方は血縁選択とほぼ同じだが、遺伝的関係の必要性の代わりに互恵性を強調する。これは、受益者が利他的な送り手に利益を返す可能性が非常に高いため、利他的な形質や行動が選択される可能性があると説明する。利他的な送り手が見返りとして受け取る繁殖上の利益が、利他的行動によって最初に被ったコストよりも大きい場合、この種の互恵的利他主義に従事する個体は、そうでない個体よりも繁殖力が高くなる。したがって、一見利他的な形質が個体群内で広がる可能性がある。個体が取引に留まり、十分な長期記憶を持っている限り、互恵性は遅延することができる。これは人間の社会生活の多くの特徴を説明する。例えば、私たちは誰かに親切にする際、その親切が覚えられ、将来的に見返りがあることを期待する。
トリヴァースが互恵的利他主義の基礎を支持したように、アクセルロッドとハミルトンはゲーム理論を適用して互恵的利他主義のメカニズムを研究し、個体群の構成員によって使用される不正が全勝戦略である場合に、利他主義がどのように広がるかという重要な問題に答えようと試みた。この論文で、アクセルロッドとハミルトンは、個体群に十分な利他主義者がいる限り、他個体からの援助に報いることは進化的に安定であることを明らかにした。彼らはまた、遺伝的に関連する個体間での援助と援助の受け取りを通じて、包括適応度により利他主義者の個体群が最初に出現できることを実証した。その後の研究は、異質な個体群において互恵性の出現には、最初はわずかな利他主義者しか必要ないことを示している。
リチャード・ドーキンスのような一部の進化生物学者は、個体選択におけるアクセルロッドとハミルトンの研究を全面的に支持している。遺伝子を利己的と表現する際、ドーキンスは、生物が他の個体内にある自身のコピーの複製を助けるために、個体の利益に反して利他的に行動すると述べている。本質的に、互恵的利他主義は利己的な動機の背後にある個体の行動である。鳥はドーキンスの説明における典型的な例である：困難な時期に繁殖を遅らせたり減らしたりして自身の利益を犠牲にする利他的な鳥は、他者の食料供給を利用して自身の子孫を繁殖させる利己的な鳥から生まれた利己的遺伝子によって支配される将来の世代に、自身の利他的遺伝子を伝えることができなかったであろう。しかし、K.ローレンツやW.エドワーズのような一部の学者は、個体選択に強く反対している。対照的に、彼らは集団選択の運動を先導している。
個体/遺伝子か集団/種が選択の基本レベル/単位であるかという議論は1960年代から行われてきた。集団選択の主要な考え方は、個体が自身の所属する集団の生存の利益のために、自身の繁殖上の利益を犠牲にする可能性があるというものである。W.エドワーズは、主に鳥の出産関連行動に基づいてこの議論を展開している。彼は、小さな一腹を持つ多くの鳥種が生殖成熟に達するまでの期間が長く、時には1年を超える長い繁殖期間を持つことを指摘している。他の集団選択支持者も、これらの行動は社会的で利他的でなければならないと主張する。例えば、食料供給が豊富な時は、食料供給が乏しい時よりも一腹の数が多いことなどである。このように、鳥は社会的な取り決めを通じて、その個体群密度を飢餓レベル以下に調整することができる。これらの特徴はすべて、適応度が利己的に繁殖しようとする個体生物によって定義されるという考えに反する。しかし、集団選択が戦いに負けていることがすぐに明らかになった。1966年、ジョージ・ウィリアムズは影響力のある『適応と自然選択：現代の進化思想の批判』を出版した。1960年代末までに、現代の総合の新ダーウィン主義的解釈が確立され、進化分析の単位が個体と遺伝子のレベルにあることがほぼ金科玉条となった。ドーキンス、ハミルトン、トリヴァースは個体選択の主流の見解を代表している。

### 社会学
マイケル・テイラー、アナトール・ラポポート、ロバート・キーオヘイン、アーサー・スタイン、ヘレン・ミルナー、ケネス・オーイなどの学者は、互恵的利他主義が国際関係と人間社会に広く普及していること、また国際的な互恵性が国際社会の基礎であることを指摘している。国家は即座の利益を求める代わりに、協力的な行動が長期的に報われるという確信のもとに行動するため、互恵的利他主義は国際関係において一般的に受け入れられる基準とみなすことができる。個人的な規模では、一部の学者は互恵的利他主義が個人の主観的感情と慣習的規則の遵守から生じると信じている。スミスは共感の考えに基づく代替案を提示し、利他的行動は利得と損失の測定の産物であることを示し、人々が利得と損失を測定する際に他者と比較しやすいことを強調している。このため、公平性の主観的感覚が人々の利他的行動に影響を及ぼす。人間にとって、社会規範は個体レベルの変異と競争を減少させ、それによって選択を集団レベルにシフトさせると主張できるため、人間の行動は社会規範と一致するべきである。利他的行動は、個人によるこれらの社会規範の学習と内面化の結果である。

### 経済

#### 経済モデル
互恵的利他主義の経済モデルには、直接互恵性と間接互恵性が含まれる。直接互恵性は、全員に利益をもたらす即時の協力的交換である。直接互恵性は、協力の進化のメカニズムとしてロバート・トリヴァースによって導入された。直接互恵は典型的に一対一である：私は今日あなたに利益をもたらすためにコストを負担し、あなたは後のある時点で私に利益をもたらすためにコストを負担する。交渉はほとんどなく、交換は単純である。囚人のジレンマの戦略は一般的な直接互恵性である。
囚人のジレンマは以下を必要とする：
裏切りの誘惑（T=+5）＞相互協力の報酬（R=+3）＞カモになること（S=-2）
そして：
相互協力の報酬（R=+3）＞（T+S）/2
直接互恵性からの即時で明白な利益があり、将来への信頼の必要性は比較的少ない。不正は重要な問題であり、いつか起こる可能性がある。
間接互恵性の文脈では、個体群から2人のプレイヤーがランダムに選ばれ、1人は提供者、もう1人は受領者となる。各プレイヤーは何度もプレイできるが、同じパートナーとは2度とプレイしない。したがって、詐欺者が被害者によって責任を問われることは不可能である。明らかに、トリガー戦略は協力的なナッシュ均衡を保証できる。すべてのプレイヤーがこれらの戦略を使用する場合、どのプレイヤーも逸脱しないであろう。多くの状況で、協力は好まれ、裏切りを許すことさえ個人に利益をもたらすが、協力的な社会は常に不安定である。なぜなら、裏切りに傾いた突然変異体がいかなる均衡も失う可能性があるためである。さらに、間接互恵性は2つの形態を典型とする：「上流互恵性」と「下流互恵性」である。「図1.直接互恵性と間接互恵性」の説明で、ノワクとジグムントは「上流互恵性」と「下流互恵性」の明確な識別を提供している：
上流互恵性は最近の肯定的な経験に基づいている。寄付を受けた人は、今度は寄付をする動機を感じるかもしれない。Aから助けを受けたばかりのBが、Cを助けに行く。「下流互恵性」は評判に基づいている。個人AがBを助けたため、Cから助けを受ける。間接互恵性の数学的調査は、自然選択が他者の評判に基づいて他者を助ける戦略を優遇できることを示している。上流互恵性は理解が難しいが、経済実験で観察される。両方の場合において、助けを与えるという決定は、誤って向けられた感謝の行為として解釈できる。一方の場合、受領者は他者がしたことに対して感謝され、他方の場合、彼らがしたことから利益を得なかった誰かによって感謝される。（p.1292）

#### 効用関数
効用関数は、数学を用いて財とサービスの集合に対する選好を測定する経済学における重要な概念である。一般に、効用関数U（X、Y）は、以下の条件が満たされる場合、異なる財に対する消費者の選好を表す：
U（A）＞U（B）は、AがBより好まれる場合にのみ成立する。
ゲーリー・S・ベッカーなどの経済学者は、効用関数の理論を用いて利他主義モデルの仮説を確立している。ベッカーは、提供者の効用関数に潜在的な受領者の効用が含まれると主張する。つまり、他者の喜びを見ることによる代理的な楽しみが、提供者自身がその資源を消費することによる満足を限界的に上回る場合、提供者はその資源を寄付するというものである。彼は、すべての人間行動が異なる効用関数の最大化であると指摘し、資源制約のある一般化された効用理論に基づいてすべての人間行動を確立しようと試みている。また、人間の非合理的行動もこの分析の枠組みに組み込み、人間の利他的行動は適切な一般化された効用関数によって定義できることを強調している。

#### ゲーム理論
ゲーム理論、特に囚人のジレンマは、もともとトリヴァースによって互恵的利他主義のメカニズムを説明するために導入された。提供者と受領者の間の遺伝的関係度によって利他的対立遺伝子の選択が「保証」されるハミルトンの包括適応度とは異なり、互恵性には保証がなく、実際、詐欺や互恵的でないことは進化的に安定である。なぜなら、詐欺者は繁殖的に二重の報酬を受けるためである。つまり、彼らは援助者から利益を受け、同時に、援助者は詐欺者のためにコストを負担する。ただし、そのコストは利益よりも小さい。
互恵的利他主義における提供者と受領者の関係は、囚人のジレンマの状況とまさに類似している。トリヴァースの説明では、囚人のジレンマは以下の利得行列によって特徴付けられる：
|    | A2   | C2   |
| A1 | R, R | S, T |
| C1 | T, S | P, P |

ここでA1とA2は個体の利他的行為、C1とC2は詐欺行為であり、Tは裏切りの誘惑、Rは相互協力の報酬、Sはカモになることを表す。
そして、互恵的利他主義には以下の不等式が成り立たなければならない：
S < P < R < T
囚人のジレンマは、互恵的利他主義を理解するための古典的な例となっている。生物進化の理論と古典的ゲーム理論を組み合わせることで、メイナード・スミスとジョージ・R・プライスは、利己的な個体がどのように協力を達成できるかを説明し、進化における基本的な均衡概念である進化的安定戦略（ESS）を発展させた。進化的安定戦略は、与えられた環境において個体群によって採用される戦略である。ESSはナッシュ均衡の均衡精緻化であり、一度個体群に固定されると、自然選択だけで代替戦略の成功的な侵入を防ぐのに十分である。同時に、アクセルロッドとハミルトンの協力もまた、ゲーム理論を進化の問題に適用する上で重要である。彼らの論文とジョン・メイナードによって書かれた『進化とゲームの理論』は、自然選択の過程がゲーム理論を用いて数学的にモデル化できることを示している。本質的に、自然選択は遺伝子の差異的複製を伴う。つまり、異なる形質と属性は、それらが「自身の」遺伝的複製や複製に及ぼす異なる効果のために、選択されるか選択されないかである。生物学的、生理学的、心理学的な基礎的性質に関係なく、差異的複製過程はゲーム理論によって近似できる。異なるゲーム理論的戦略には、遺伝子の選択・非選択と同様に、ゲームの勝敗をもたらす確率的関数が組み込まれている。
アクセルロッドとハミルトンの論文で議論されているゲーム理論の戦略は、しっぺ返し（Tit for Tat）と呼ばれる。しっぺ返しは、繰り返しゲームにおいて、プレイヤーが他のプレイヤーを密告しない、または協力することから始め、その後他のプレイヤーが取った行動と同じ行動を互恵的に行うという戦略を表す。つまり、プレイヤーは他のプレイヤーが協力する場合は協力し、裏切る場合は裏切る。ゲーム理論的戦略として、しっぺ返しは本質的にトリヴァースの互恵的利他主義と同じ概念を含んでいる。概念的な説明と例を提供するトリヴァースの原著とは異なり、アクセルロッドとハミルトンの論文は、互恵的利他主義の実行可能性またはESSのより厳密な数学的証明を提供している。
互恵的利他主義は、その後、進化心理学とゲーム理論の主要な理論的基礎の一つとなり、繰り返し囚人のジレンマゲームもまた、進化心理学的概念を導出し検証するための一般的なツールとなっている。しっぺ返しと形態が類似する社会的相互作用は、私たちの日常生活に広く見られる。誰かがあなたに親切にしてくれた時、あなたはその人に借りがあると感じる。その親切に報いることができない場合、あなたは罪悪感を感じ、友人に対して過剰に補償しようとするかもしれない。一般的に、他人に親切にする時、あなたもまた何かの見返りを期待する可能性が高い。その人が互恵的でない場合、あなたは騙されたと感じ、将来その人に対して寛大にならないことで報復を求めるかもしれない。一方、あなたが何もしていないのに誰かから大きな贈り物をもらった場合、あなたは不快に感じ、その人に借りを作りたくないために反感さえ持つかもしれない。これらの明らかに選択されてきた行動と感情は、しっぺ返しのゲーム理論的戦略と互恵的利他主義と一致している。

### 文化
D.S.ウィルソンとE.O.ウィルソンは、人間社会における「遺伝子進化」の速度と機能は「文化進化」のそれよりもはるかに小さいが、これら2つの要素は相互作用し、それによって人間の利他主義の進化を達成すると述べた。このメカニズムをさらに説明するため、ドーキンスは『利己的な遺伝子』の中で「ミーム」の概念を提案した。「ミーム」とは、「文化の中で人から人へと広がるアイデア、行動、またはスタイル」を指す。これは、ある心から別の心へと伝達できる文化の基本単位とみなされる。スーザン・ブラックモアは「ミーム」理論に貢献した学者の一人である。ブラックモアは、ミームが利他主義の広がりの媒体であると主張した。利他主義の伝達はミームを通じて行われてきた。ミームは遺伝子のような真の進化的複製子であり、進化的変化を経験する。